# Csata

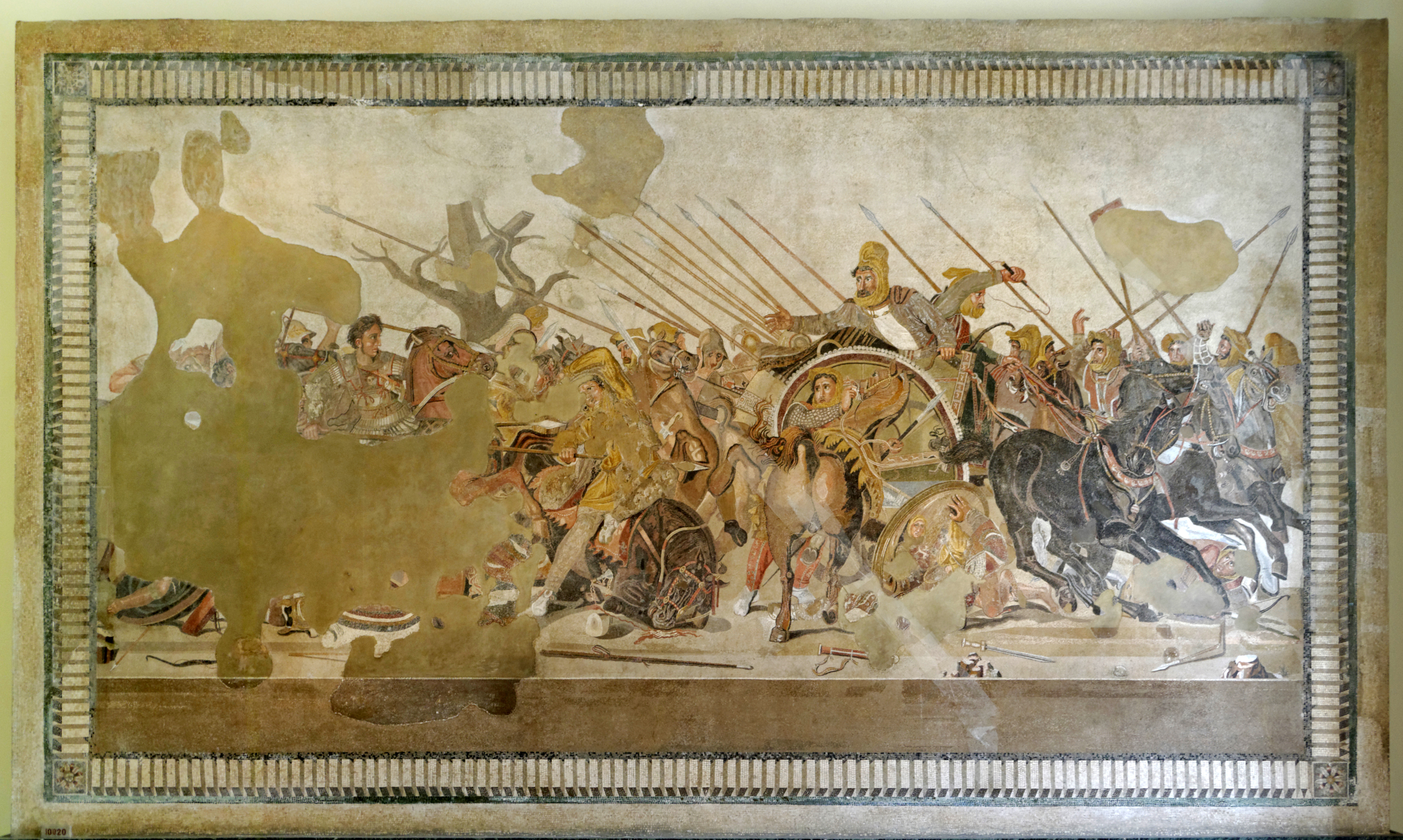
III. Alexandrosz makedón király Bukephalosz nevű lován a III. Dárajavaus perzsa király elleni isszoszi csatában; mozaikrészlet (i. e. 100 körül)

A csata vagy ütközet két, vagy több fegyveres embercsoportnak egymás legyőzésére, vagy megsemmisítésére irányuló erőszakos összeütközése. Ha csak két ember ütközik meg egymással, azt párbajnak vagy párviadalnak hívják. A csata fogalma az idők során a hadviselés jellege miatt módosult és szinonim fogalomként az ütközet mellett megjelent a hadművelet is.

## Története

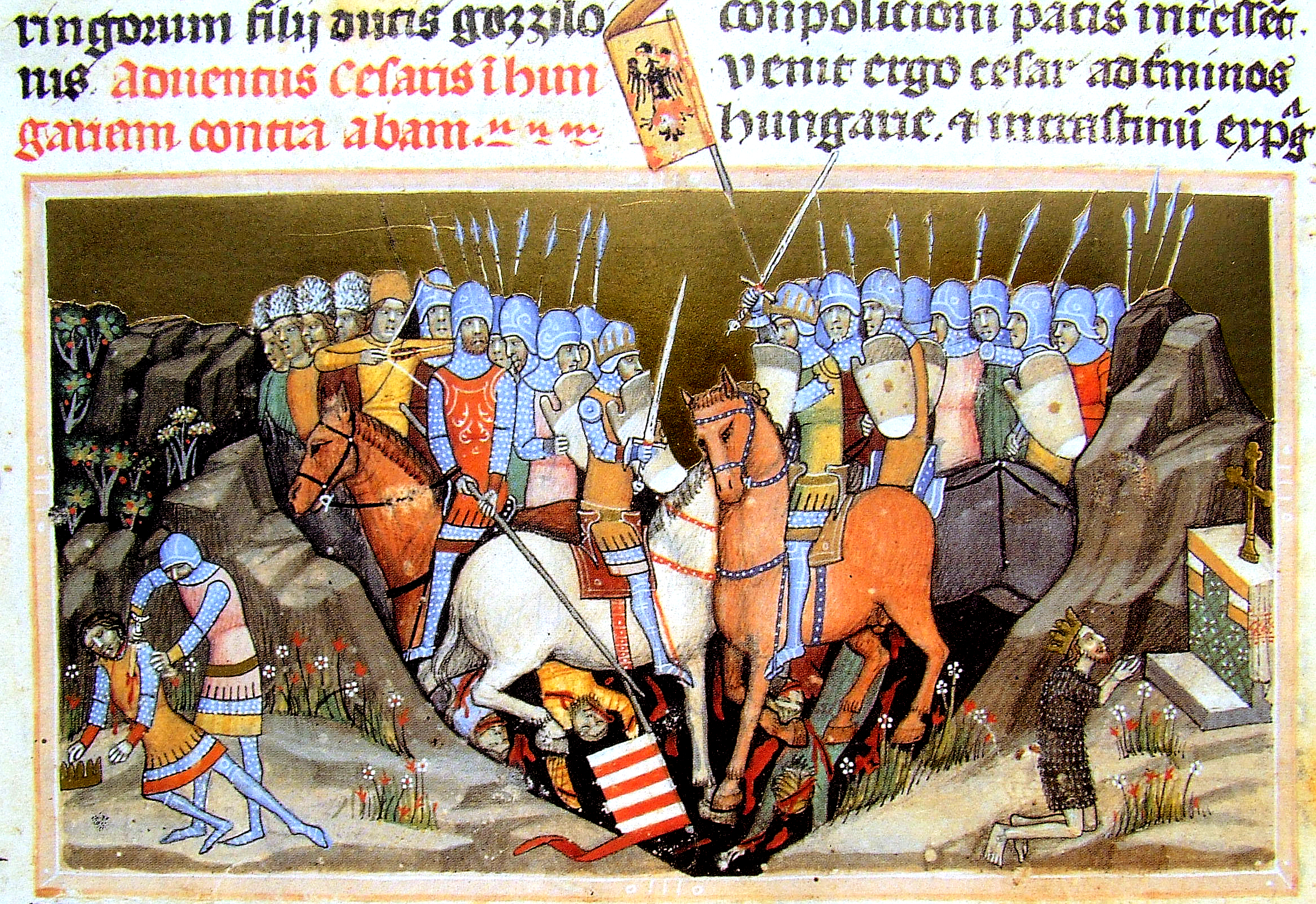
A Ménfői csata

A csata fogalma a 19. század második feléig a küzdő felek fő erőinek szűk térben végbement nagyméretű, nagy emberáldozatokat követelő és közelharcban végződő fegyveres összecsapása volt. Ilyen jellegű csaták voltak a muhi csata, a mohácsi csata vagy a lipcsei csata.
A tömeghadseregek kialakulásától kezdve megváltozott a háború, így a csata jellege is. Ekkortól már a hadviselő felek a veszteségeket gyorsan pótolták és a huzamos ideig tartó hadi tevékenységeket hadműveletnek nevezik. A hadművelet a csatával szemben nem gyors lefolyású és méretét tekintve nagyobb, hiszen széles arcvonalon kibontakozó ütközetek sorozata.       
Az ütközet, a csata és a hadművelet szinonim fogalmak, melyek a hadművészetben a porosz–francia háború óta használatosak. Az orosz–japán háborúban 1905-ben Mukdennél vívott harcokat egyformán nevezik csatának, ütközetnek és hadműveletnek is. Az első világháború marne-i ütközetét szintén nevezik hadműveletnek és csatának is. 
A csata fogalma a második világháborúban módosult és főleg újságírók és politikusok használatában csatának kezdték nevezni azokat a hadászati műveleteket, melyek során egy-egy fontos hadászati irányban a hadszíntéren egy közbeeső hadászati cél megvalósítása nagyobb jelentőséget kapott. Ilyen csatának nevezett hadászati művelet volt például a sztálingrádi csata.

## Célja
A csata célja lehet az ellenséges embercsoport, haderő és/vagy haditechnika semlegesítése, megsemmisítése, vagy a harcoló feleknek további céljai is lehetnek. A második világháború óta használt jelentés alapján a szemben álló felek nagy térségben huzamos időn át, megszakítás nélküli elkeseredett küzdelme, melynek célja a háború kimenetelének jelentős mértékű befolyásolása a győzelem elérése érdekében.  

## Fajtái, típusai
A csata folyhat a szárazföldön (kurszki csata), a levegőben (angliai csata) és a tengeren (atlanti csata) vagy lakott területen (városi csata) esetleg kombináltan egyszerre több helyszínen is. Ezek alapján lehet szárazföldi-, tengeri- illetve légiütközet. A csatában részvevő egységek lehetnek reguláris és/vagy irreguláris csapatok és ezek egyszerre több haderőnemhez is tartozhatnak.

## Csata részei

### Bevezetés
A csata előkészületeként a csapatok felfejlődnek (csatarend). Tervszerű csatákban: tüzérségi előkészítés, légi fölény biztosítása, illetve terepviszonyok kihasználása.

### Döntő küzdelem
Az ütközet azon része, amikor az ellenfelek megpróbálják kihasználni taktikai-stratégiai előnyeiket a csata megnyerése céljából. Időbeni korlátja nincs, a következő fázisig eljuthat pár perc vagy akár napok/hetek/hónapok (például a Sztálingrádi csata, 5 és fél hónap) alatt is.

## Csata helyszíne, elnevezése

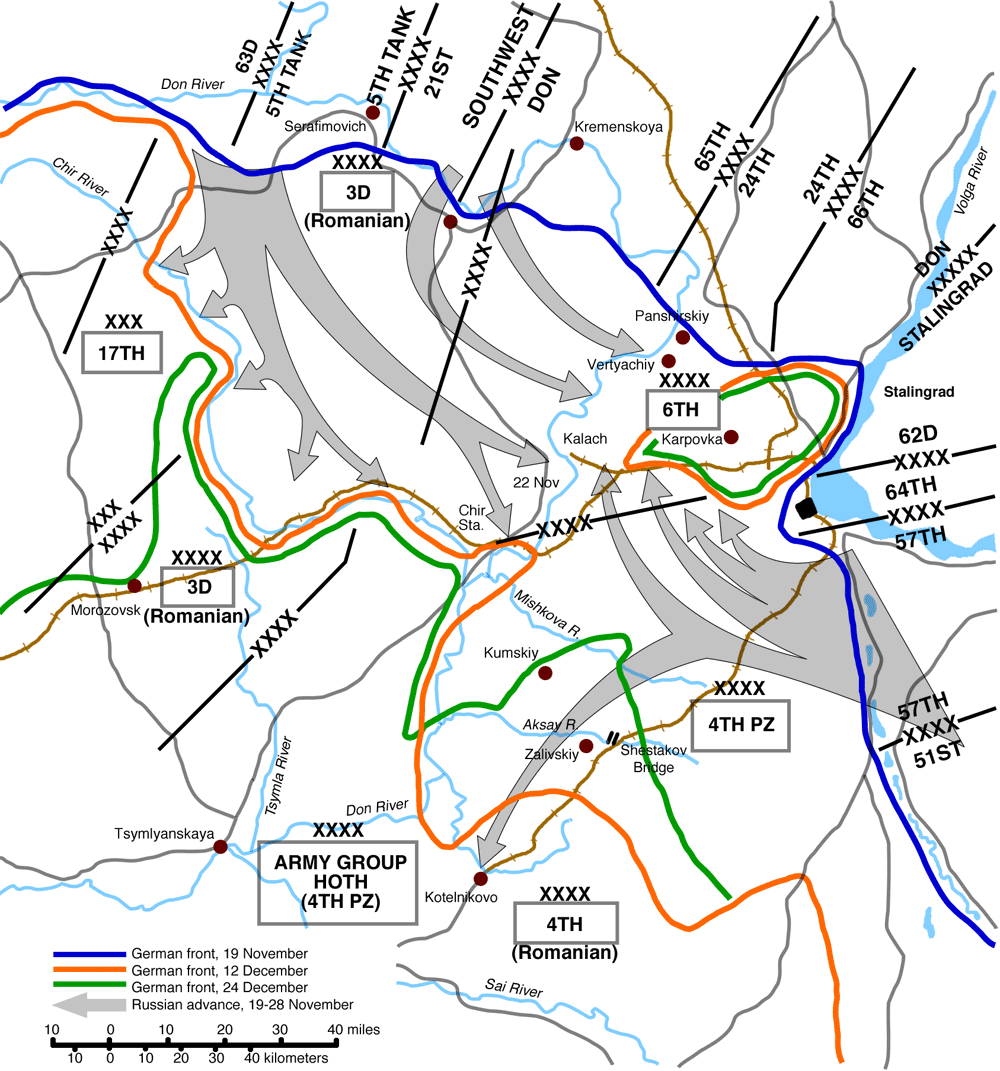
Tipikus városi harc: A Sztálingrádi csata

A csata helyszínét csatatérnek vagy hadszíntérnek nevezik. A csatát földrajzi nevek alapján szokták elnevezni, például a legközelebbi településről (palási csata), vagy földrajzi területről (majuba-hegyi csata).